# Nemzeti Szövetség (lett párt)
A Nemzeti Szövetség (lettül Nacionālā Apvienība, NA) egy lettországi párt, mely jelenleg kormánypárt a Kariņš-kormányban. A pártot 2010-ben hozták létre, mint szélsőjobboldali pártok szövetsége. A szövetség tagjai 2011 nyarán egy politikai pártba tömörültek és felvették a szövetség nevét.
A párt az önkormányzati választások óta tíz település polgármesterét adják. Az Európai Parlamentben jelenleg két mandátumuk van. 2018 óta 12 parlamenti mandátummal rendelkeznek a Saeimaban.
A párt jelenleg három miniszteri tárcával rendelkezik a tizennégy minisztériumból.
Az Európai Konzervatívok és Reformisták tagja.

## Választási eredmények
| Választás éve | Szavazatok száma | Szavazatok aránya | Mandátumok száma | Parlamenti szerepe |
| ------------- | ---------------- | ----------------- | ---------------- | ------------------ |
| 2010          | 74 029           | 7,84%             | 8                | ellenzék           |
| 2011          | 127 208          | 14,01%            | 14               | kormánypárt        |
| 2014          | 151 567          | 16,72%            | 17               | kormánypárt        |
| 2018          | 92 963           | 11,08%            | 13               | kormánypárt        |
| 2022          | 84 939           | 9,40%             | 13               | kormánypárt        |

| Választás éve | Szavazatok száma | Szavazatok aránya | Mandátumok száma |
| ------------- | ---------------- | ----------------- | ---------------- |
| 2014          | 63 229           | 17,56%            | 1                |
| 2019          | 77 591           | 16,49%            | 2                |